# 台北市カップ国際ボクシングトーナメント
台北市カップ国際ボクシングトーナメント（中国語: 臺北城市盃國際拳撃邀請賽、英語: Taipei City Cup International Boxing Tournament）は、中華民国の台北市で開催されている、アマチュアボクシングの国際大会である。

## 概要
第1回は2011年に開催。主催は発足して1年半ほどであった台北市ボクシング協会で、台湾におけるボクシング競技の普及促進を目的に立ち上げた。
第1回は日本が総合優勝を果たし、最優秀選手に釘宮智子が選ばれた。日本からは男子7名、女子3名が参加し、金メダル6（野邊優作、中澤奨、藤田健児、皆川直樹、新本亜也、釘宮智子）、銀メダル2（田中一樹、吉野修一郎）、銅メダル1（荒内俊樹）を獲得した（山崎静代は準決勝でポイント負け）。総監督を山根昌守、男子の監督を高見公明が務めた。
第2回は5つの金メダルを獲得したフィリピンが総合優勝を果たした。